# Tethina yaromi
Tethina yaromi är en tvåvingeart som beskrevs av Amnon Freidberg och Beschovski 1996. Tethina yaromi ingår i släktet Tethina och familjen Canacidae.
Artens utbredningsområde är Spanien. Inga underarter finns listade i Catalogue of Life.